# Équipe de recherche en épidémiologie nutritionnelle
Pour les articles homonymes, voir EREN.
L'Équipe de recherche en épidémiologie nutritionnelle (EREN) est une équipe de recherche mixte française dont l'objectif est d’étudier les relations entre nutrition et santé. Elle est la seule équipe en France dédiée à ce sujet, et l'une des rares équipes à l'échelle internationale.

## Missions
L'EREN effectue un travail de recherche pour mettre en évidence les liens entre la nutrition et la santé de la population. Elle coordonne plusieurs études à ce sujet et fournit aux autorités de santé et aux agences gouvernementales des informations structurantes pour développer des politiques de santé liées à la nutrition.
C'est d'ailleurs dans ce cadre que l'EREN a participé à la création de Nutri-score.

## Composition de l'équipe
L'EREN est une équipe de recherche mixte, composée de collaborateurs issus des organismes suivants : 
- Inserm 1153
- Inra 1125
- Cnam
- Université Paris-13

## Dirigeants
- Mathilde Touvier